# Francis Hegerty
Francis Hegerty (ur. 22 września 1982 w Canberze) – australijski wioślarz, srebrny medalista w wioślarskiej czwórce bez sternika podczas Letnich Igrzysk Olimpijskich w Pekinie.

## Osiągnięcia
- Mistrzostwa Świata – Monachium 2007 – czwórka bez sternika – 12. miejsce[1].
- Igrzyska Olimpijskie – Pekin 2008 – czwórka bez sternika – 2. miejsce[1].
- Mistrzostwa Świata – Poznań 2009 – czwórka bez sternika – 2. miejsce[2].